# Drogatones
Drogatones o DRGTNS es una banda de rock alternativo de Santiago, Chile. Fundada por Matías Figueroa y Pepe Lastarria, también fundadores del sello independiente La Somba Records.

## Historia
Drogatones (DRGTNS) nace el 2005, directamente en el estudio, por Pepe Lastarria, Matías Figueroa y Ra Díaz, sin un fin de formar una verdadera banda. Grabando 3 EP durante el año: Vol. I, Vol. II y Vol. III. A partir de ese momento, se hace inevitable tocar en vivo e ingresa a la banda Dante González en la batería, presentándose en los principales clubes de Santiago y el norte de Chile. Pasan gran parte del 2006 y 2007 promocionando sus EP y preparando su disco debut. En 2008 lanzan su primer disco "Rico" el que, al igual que sus anteriores trabajos, fue autoproducido y obtuvo bastante buena crítica por los medios especializados . En el año 2009 editan de forma digital "V Hrs + EP" promocionando su tercer sencillo de "Rico" '5 Horas Más'. Luego de esto Ra Díaz fue remplazado por Felipe Espinoza.
Hoy en día preparan el lanzamiento de su segundo larga duración "Cachoi"

## Discografía

### Discos
| Año | Álbum |      |                                                          |
| --- | ----- | ---- | -------------------------------------------------------- |
| Año | Álbum | 2008 | Rico - Lanzado: agosto de 2008 - Sello: La Somba Records |

| Año | Álbum |      |                                                             |
| --- | ----- | ---- | ----------------------------------------------------------- |
| Año | Álbum | 2012 | Cachoi - Lanzado: octubre de 2012 - Sello: La Somba Records |

### EP
| Año  | Álbum                                                         |      |                                                             |
| ---- | ------------------------------------------------------------- | ---- | ----------------------------------------------------------- |
| Año  | Álbum                                                         | 2005 | Vol. I - Lanzado: febrero de 2005 - Sello: La Somba Records |
| 2005 | Vol. II - Lanzado: junio de 2005 - Sello: La Somba Records    |      |                                                             |
| 2005 | Vol. III - Lanzado: agosto de 2005 - Sello: La Somba Records  |      |                                                             |
| 2009 | V hrs + EP - Lanzado: junio de 2009 - Sello: La Somba Records |      |                                                             |

## Videografía
- "Mira" (La Somba Records, 2005)
- "El Plan" (La Somba Records, 2005)
- "Lil (Tu Voz)" (La Somba Records, 2008)
- "Canciones" (La Somba Records, 2008)
- "Poses" (La Somba Records, 2012)